# Coscinia intermedia
Coscinia intermedia là một loài bướm đêm thuộc phân họ Arctiinae, họ Erebidae.